# Desmond Dekker
Desmond Dekker, nome artístico de Desmond Adolphus Dacres (Kingston, 16 de julho de 1941 — Surrey, 25 de maio de 2006), foi um cantor e compositor jamaicano de ska e reggae.
Foi o primeiro artista jamaicano a ser considerado uma lenda do reggae. Seus maiores sucessos foram "Israelites" , " why fight" e "007 (Shanty Town)", entre outros.
Desmond foi um dos pais e pioneiros do skinhead reggae. Foi mencionado em canções de diversos músicos ao longo dos anos, como The Beatles na música "Ob-La-Di, Ob-La-Da", Rancid na música "Roots Radicals", Frank Black na música "Parry the Wind High Low" , entre outros.

## História
Desmond Dekker perdeu os pais durante a adolescência e foi nessa época que começou a trabalhar como soldador. No trabalho era encorajado pelos colegas a cantar, e por esse motivo, no ano de 1961, resolveu participar de uma audição para o selo Studio One, de "Coxsone" Dodd e para o selo Treasure Isle, de Duke Reid.
Nenhum dos dois ficou impressionado com Desmond, que resolveu tentar a sorte no selo de Leslie Kong, junto com Derick Morgan. Com o apoio de Morgan, conseguiu ser contratado, mas não pode gravar até 1963, pois Leslie Kong estava esperando Desmond achar a música perfeita. E foi com a música "Honour Your Father and Mother" que isso aconteceu. A música se tornou sucesso e em seguida vieram "Sinners Come Home" e "Labour for Learning". Foi nessa época que Desmond trocou seu sobrenome de Dacres para Dekker. O hit que veio em seguida foi "King of Ska", que contou com os The Maytals nos backing vocais.
Com a música "007 (Shanty Town)", tornou-se um ícone para os rude boys e uma das figuras mais importantes da cena mod britânica.
No final dos anos 70, assinou com o Stiff Records, um selo punk ligado ao movimento two tone e lá permaneceu de 1980 a 1983. Ainda nos anos 80, assinou um contrato com a Trojan Records, onde teve muitos de seus álbuns relançados.
Ao longo dos anos, continuava fazendo inúmeros shows pelo mundo, principalmente pela Europa. Morreu em 25 de maio de 2006 de ataque cardíaco em sua residência em Surrey, na Inglaterra. Foi enterrado no Streatham Vale Cemetery em Londres.

## Discografia

### Álbuns
- 007 Shanty Town (1967) Doctor Bird (Desmond Dekker & the Aces)
- Action! (1968) (Desmond Dekker & the Aces)
- This is Desmond Dekkar (1969) - Trojan Records (UK #27)[1]
- Israelites (1969) Doctor Bird
- Intensified (1970) - Lagoon
- You Can Get It If You Really Want (1970) - Trojan Records
- Black And Dekker (1980) Stiff Records
- Compass Point (1981) Stiff Records
- King of Kings (com o The Specials) (1993) - Trojan Records

### Compilações
- Double Dekker (1973) Trojan
- Dekker's Sweet 16 Hits (1979) Trojan
- The Original Reggae Hitsound (1985) Trojan
- 20 Golden Pieces of Desmond Dekker (1987) Bulldog
- The Official Live and Rare (1987) Trojan
- Greatest Hits (1988) Streetlife
- The Best of & The Rest of (1990) Action Replay
- Music Like Dirt (1992) Trojan
- Rockin' Steady - The Best of Desmond Dekker (1992) Rhino
- Crucial Cuts (1993) Music Club
- Israelites (1994) Laserlight
- Action (1995) Lagoon
- Voice of Ska (1995) Emporio
- Moving On (1996) Trojan
- The Israelites (1996) Marble Arch
- First Time for a Long Time (1997) Trojan
- Desmond Dekker Archive (1997) Rialto
- The Writing on the Wall (1998) Trojan
- Israelites (1999) Castle Pie
- Israelites: The Best Of Desmond Dekker (1963-1971) (1999) Trojan
- Desmond Dekker (2000) Snapper
- The Very Best Of (2000) Jet Set
- This Is Desmond Dekker (Bonus Tracks) (2006) Trojan

### Singles

#### Carreira solo (1963-1964)
- "Honour Your Mother and Father" (1963) Island Records (como Desmond Dekker & Beverley's Allstars)
- "Parents" (1964) Island
- "King of Ska" (1964) Island (como Desmond Dekkar and his Cherry Pies)
- "Dracula" (1964) Black Swan (como Desmond Dekkar)

#### Desmond Dekker & the Four Aces (1965)
- "Generosity" (1965) Island
- "Get Up Adina" (1965) Island
- "This Woman" (1965) Island
- "Mount Zion" (1965) Island

#### Desmond Dekker & the Aces (1967-1969)
- "007 (Shanty Town)" (1967) - Doctor Bird
- "Oh Holy Night" (1967) Doctor Bird
- "Wise Man" (1967) Pyramid
- "007 Shanty Town" (1967) Pyramid
- "It's a Shame" (1967) Pyramid
- "Rudy Got Soul" (1967) Pyramid
- "Rude Boy Train" (1967) Pyramid
- "Mother's Young Gal" (1967) Pyramid
- "Unity" (1967) Pyramid
- "Sabotage" (1967) Pyramid
- "It Pays" (1967) Pyramid
- "Beautiful and Dangerous" (1967) Pyramid
- "Bongo Gal" (1967) Pyramid
- "To Sir, With Love" (1967) Pyramid
- "Mother Pepper" (1967) Pyramid
- "Hey Grandma" (1967) Pyramid
- "Music Like Dirt (Intensified)" (1967) Pyramid
- "It Miek" (1968) Pyramid
- "Israelites" (1968) - Pyramid (UK #1, U.S. #9)[1]
- "Christmas Day" (1968) Pyramid
- "It Miek" (1969) - Pyramid (UK #7)[1]
- "Pickney Gal" (1969) - Pyramid (UK #42)[1]

#### Carreira solo (1970-1993)
- "You Can Get It If You Really Want" (1970) Trojan
- "The Song We Used to Sing" (1970) Trojan
- "Licking Stick" (1971) Trojan
- "It Gotta Be So" (1972) Trojan
- "Beware" (1972) Rhino
- "Sing a Little Song" (1973) Rhino
- "Everybody Join Hands" (1973) Rhino
- "Busted Lad" (1974) Rhino
- "Israelites (re-recording)" (1975) - Cactus (UK #10)[1]
- "Sing A Little Song" (1975) - Cactus (UK #16)[1]
- "Roots Rock" (1977) Feelgood
- "Israelites (new mix)" (1980) Stiff
- "Please Don't Bend" (1980) Stiff
- "Many Rivers to Cross" (1980) Stiff
- "We Can and Shall" (1981) Stiff
- "Book of Rules" (1982) Stiff
- "Hot City" (1983) Stiff
- "Jamaica Ska" (1993) Trojan